# Colostethus ucumari
Colostethus ucumari är en groddjursart som beskrevs av Grant 2007. Colostethus ucumari ingår i släktet Colostethus och familjen pilgiftsgrodor. IUCN kategoriserar arten globalt som livskraftig. Inga underarter finns listade i Catalogue of Life.